# NGC 1066
NGC 1066 é uma galáxia elíptica (E) localizada na direcção da constelação de Triangulum. Possui uma declinação de +32° 28' 32" e uma ascensão recta de 2 horas, 43 minutos e 49,9 segundos.
A galáxia NGC 1066 foi descoberta em 12 de Setembro de 1784 por William Herschel.